# Harfordia macroptera
Harfordia es un género monotípico de plantas pertenecientes a la familia Polygonaceae.  Su única especie: Harfordia macroptera, es originaria de México.

## Taxonomía
Harfordia macroptera fue descrito por (Benth.) Greene & Parry y publicado en Proceedings of the Davenport Academy of Natural Sciences 5(1): 27. 1886.
Sinonimia
- Pterostegia macroptera Benth.